# Video Soul
 (avril 2020).
Si vous disposez d'ouvrages ou d'articles de référence ou si vous connaissez des sites web de qualité traitant du thème abordé ici, merci de compléter l'article en donnant les références utiles à sa vérifiabilité et en les liant à la section « Notes et références ».
Video Soul était une émission musicale américaine qui fut diffusée sur la chaîne BET de 1981 à 2000.

## Évolution de l'émission
Video Soul fut lancée en juin 1981 et n'était à l'origine qu'une émission d'une demi-heure. Elle fut mise en place pour accompagner l'émergence de nouveaux artistes et interprètes de rhythm and blues et de soul. Cette émission fut créée après que MTV refusa de diffuser un certain nombre de clips d'artistes afro-américain.
À partir du 26 juin 1983, la durée de l'émission s'allongea passant d'une demi-heure à deux heures, et fut programmée en primetime, du lundi au jeudi.
Virgil Hemphill fut le premier animateur de l'émission, interprétant le personnage du "Révérend Eldorado". Après qu'Hemphill quitta la production, Donnie Simpson devint le Vidéo jockey prédominant de l'émission bien qu'il ne la rejoignit que quelques années après sa création. Sherry Carter (qui animait aussi l'émission de la BET Video LP, un programme d'une demi-heure) et Sheila Banks furent d'autres animateurs de cette émission.
Durant cette période, il fut à l'origine des invités surprises, des reconstructions de groupe, d'interviews mémorables et d'autres évènements ayant fait le succès de Video Soul. Un certain nombre d'artistes ont débuté de brillantes carrières en passant dans cette émission.

## Dérivés de l'émission
Video Soul Top-20 était enregistré les vendredis, elle présentait les vingt vidéos les mieux classées de la semaine. Cette émission était aussi connue sous le nom de Le Top 20 Video Soul de Coca-Cola, compte tenu du fait que Coca-Cola était son sponsor.
Video Soul à la demande était une émission de deux heures diffusée tous les samedis. Cette édition débuta au milieu de l'année 1992. Elle diffusait les clips demandés par les téléspectateurs qui devaient utiliser un numéro de téléphone pour indiquer le numéro du clip désiré.
Aujourd'hui, Video Soul est occasionnellement enregistrée sur BET J. Alors que les émissions musicales actuelles de BET sont généralement orientés vers un public compris entre 14 et 25 ans, Video Soul visait un public beaucoup plus large.

## Animateurs
- Donnie Simpson (1983-1996)
- Sherry Carter (1992-1996)
- Sheila Banks
- Kenya Moore
- Brett Walker (1994-1996)
- Leslie "Big Lez" Segar (1994-1995)